# Doliocarpus dressleri
Doliocarpus dressleri är en tvåhjärtbladig växtart som beskrevs av G. Aymard C. Doliocarpus dressleri ingår i släktet Doliocarpus och familjen Dilleniaceae. Inga underarter finns listade i Catalogue of Life.